# 온 더 록스
《온 더 록스》(영어: On the Rocks)는 2020년 개봉한 미국의 코미디 드라마 영화이다. 소피아 코폴라가 감독과 각본을 맡았다. 2020년 제58회 뉴욕 영화제에서 전 세계 최초로 공개되었다.

## 줄거리
슬럼프에 빠져 신작을 좀처럼 마무리짓지 못하고 있는 맨해튼 소설가 로라는 급성장중인 스타트업 기술 회사를 창업한 사업가 남편 딘과의 사이에 어린 딸 둘을 두고 있다. 딘은 늘 출장을 다니며 육아는 대체로 로라의 차지가 되고 만다.
어느 날 로라는 여느 때처럼 출장을 다녀온 딘의 짐에서 여성용 세면 가방을 발견한다. 딘은 동업자 피오나가 기내 휴대용 가방에 넣을 자리가 없다고 해 대신 맡아준 거라고 설명하지만 로라는 의심을 지우지 못한다. 로라가 이를 바람둥이 미술상 아버지 필릭스에게 털어놓자 남자는 생물학적으로 바람을 피우게 설계돼있다고 믿는 필릭스는 딘을 뒷조사하라고 부추긴다.
곧 부녀는 함께 딘을 미행하기 시작한다.

## 출연
- 러시다 존스 - 로라 킨 역
- 빌 머리 - 필릭스 킨 역
- 말런 웨이언스 - 딘 역
- 제시카 헤닉 - 피오나 손더스 역
- 제니 슬레이트 - 버네사 역
- 바버라 베인 - 할머니 킨 역